# Coenagrion ornatum
Coenagrion ornatum é uma espécie de libelinha da família Coenagrionidae.
Pode ser encontrada nos seguintes países: Arménia, Irão e Turquia.
Os seus habitats naturais são: rios e nascentes de água doce.
Está ameaçada por perda de habitat.